# Europejski Komisarz ds. wewnętrznych i migracji

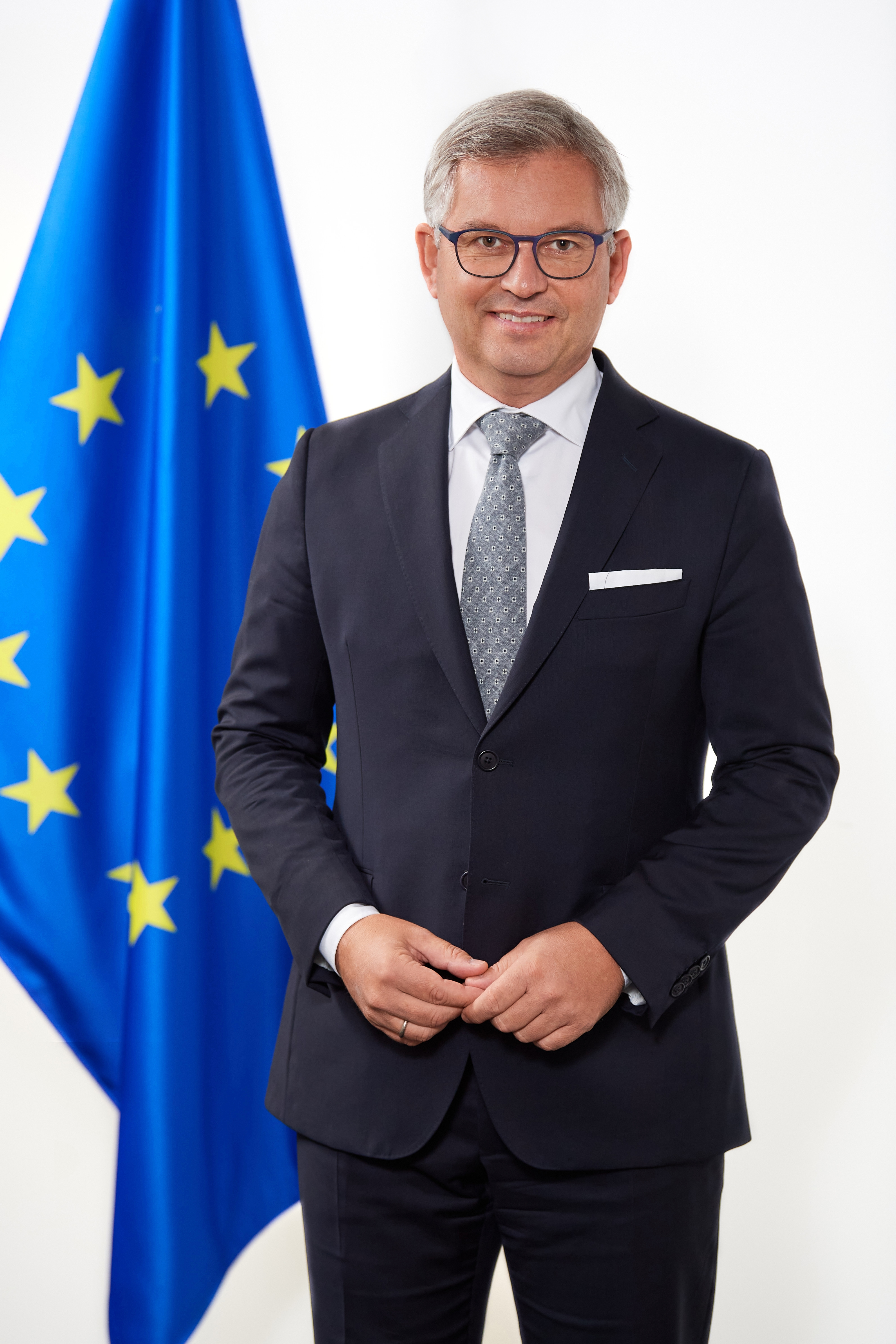
Europejski Komisarz ds. wewnętrznych i migracji – Magnus Brunner

Europejski Komisarz ds. wewnętrznych i migracji – członek Komisji Europejskiej. Odpowiada za działania związane z bezpieczeństwem wewnętrznym Unii Europejskiej oraz polityką migracyjną i azylową. Jego mandat obejmuje rozwijanie strategii, wdrażanie polityk i zapewnianie skutecznych rozwiązań w odpowiedzi na ewoluujące zagrożenia wewnętrzne, takie jak terroryzm, cyberprzestępczość, przestępczość zorganizowana czy nadużycia związane z migracją. Kluczowym elementem jego pracy jest realizacja Paktu o Migracji i Azylu oraz budowa bezpiecznych granic zewnętrznych Unii poprzez współpracę z państwami członkowskimi i organizacjami międzynarodowymi, a także poszanowanie praw człowieka i międzynarodowych zobowiązań. Obecnym komisarzem jest Magnus Brunner.

## Powstanie stanowiska
Stanowisko zostało stworzone w odpowiedzi na coraz bardziej złożone wyzwania dotyczące bezpieczeństwa wewnętrznego i migracji, które wymagają skoordynowanego działania na poziomie europejskim. Wprowadzenie tego portfela odzwierciedla priorytet Unii Europejskiej w zakresie zarządzania migracją, ochrony granic, wspierania wspólnych rozwiązań dla azylu oraz przeciwdziałania zagrożeniom, takim jak przestępczość transgraniczna i terroryzm. W ramach nowego podejścia Komisji Europejskiej do bardziej spójnego zarządzania wewnętrznymi i zewnętrznymi aspektami migracji, zakres obowiązków tego stanowiska został rozszerzony, aby lepiej reagować na zmieniające się potrzeby i oczekiwania obywateli europejskich.

## Zakres obowiązków
Europejski Komisarz ds. wewnętrznych i migracji odpowiada za:
- projektowanie i wdrażanie nowej Europejskiej Strategii Bezpieczeństwa Wewnętrznego w 2025 roku,
- wzmocnienie współpracy organów ścigania i wymiaru sprawiedliwości, w tym przekształcenie Europolu w bardziej operacyjną agencję policyjną z rozszerzonym personelem i uprawnieniami,
- walka z poważną i zorganizowaną przestępczością, w tym opracowanie planów działania przeciwko handlowi narkotykami, nielegalnemu handlowi bronią i cyberprzestępczości,
- ochrona dzieci przed nadużyciami online i offline oraz zakończenie negocjacji w tej sprawie,
- przygotowanie nowej Agendy Antyterrorystycznej, uwzględniającej finansowanie terroryzmu i przeciwdziałanie radykalizacji,
- zapewnienie bezpieczeństwa infrastruktury krytycznej oraz rozwój europejskiego systemu krytycznej komunikacji publicznej,
- udoskonalenie narzędzi organów ścigania w zakresie dostępu do danych cyfrowych, przy jednoczesnym poszanowaniu praw podstawowych,
- wsparcie państw członkowskich w ochronie wspólnot żydowskich i muzułmańskich oraz aktualizacja strategii antyrasistowskiej,
- promowanie zintegrowanego zarządzania granicami, w tym wzmocnienie Frontexu i osiągnięcie operacyjnej gotowości Korpusu Europejskiego liczącego 30 tys. osób,
- digitalizacja zarządzania granicami oraz wdrażanie interoperacyjnych systemów IT,
- odpowiedź na zagrożenia hybrydowe i instrumentalizację migrantów na granicach zewnętrznych UE,
- wdrożenie Paktu o Migracji i Azylu, w tym nowej strategii zarządzania azylem i migracją na lata 2025–2030,
- opracowanie nowego podejścia do powrotów migrantów o nieuregulowanym statusie oraz przyspieszenie procedur powrotów,
- walka z przemytem ludzi i handlem ludźmi poprzez wzmocnienie roli Europolu i współpracę międzynarodową,
- koordynacja operacji ratunkowych na morzu oraz poszukiwanie innowacyjnych rozwiązań w celu przeciwdziałania migracji nieregularnej,
- tworzenie legalnych dróg migracji i integracja uchodźców na rynku pracy,
- rozwój polityki migracyjnej w kontekście współpracy z państwami trzecimi i wzmacnianie readmisji oraz partnerstw w regionie Morza Śródziemnego.

## Lista komisarzy
|    | Komisarz              | Lata      | Komisja          |
| -- | --------------------- | --------- | ---------------- |
| 1  | Anita Gradin          | 1995–1999 | Santer           |
| 2  | António Vitorino      | 1999–2004 | Prodi            |
| 3  | Franco Frattini       | 2004–2008 | Barroso I        |
| 4  | Jacques Barrot        | 2008–2009 | Barroso I        |
| 5  | Cecilia Malmström     | 2010–2014 | Barroso II       |
| 6  | Viviane Reding        | 2010–2014 | Barroso II       |
| 7  | Martine Reicherts     | 2014      | Barroso II       |
| 8  | Dimitris Avramopoulos | 2014–2019 | Juncker          |
| 9  | Margaritis Schinas    | 2019–2024 | von der Leyen I  |
| 10 | Ylva Johansson        | 2019–2024 | von der Leyen I  |
| 11 | Magnus Brunner        | od 2024   | von der Leyen II |